# صموئيل وارن
صموئيل وارن (بالإنجليزية: Samuel Warren)‏ (23 مايو 1807، ويلز في المملكة المتحدة - 29 يوليو 1877، لندن في المملكة المتحدة)؛ سياسي، كاتب، محامي وروائي بريطاني.

## الجوائز
- زمالة الجمعية الملكية